# Symplegma
Symplegma o simplegma es un término zoológico que se refiere al género de los poscordados del grupo de las ascidias compuestas, familia de los botrílidos. Se caracteriza por sus órganos genitales impares colocados en el asa intestinal. Las colonias de estos protozoos están formadas de lóbulos ovoideos reunidos por péndulos ramosos.